# Langeac
Langeac je naselje in občina v jugovzhodnem francoskem departmaju Haute-Loire regije Auvergne. Leta 2012 je naselje imelo 3.906 prebivalcev.

## Geografija
Kraj leži v pokrajini Limagne ob reki Allier, 43 km severozahodno od Le Puy-en-Velaya.

## Uprava
Langeac je sedež kantona Gorges de l'Allier-Gévaudan, v katerega so poleg njegove vključene še občine Auvers, La Besseyre-Saint-Mary, Chanaleilles, Chanteuges, Charraix, Chazelles, Croisances, Cubelles, Desges, Esplantas, Grèzes, Monistrol-d'Allier, Pébrac, Pinols, Prades, Saint-Arcons-d'Allier, Saint-Bérain, Saint-Christophe-d'Allier, Saint-Julien-des-Chazes, Saint-Préjet-d'Allier, Saint-Vénérand, Saugues, Siaugues-Sainte-Marie, Tailhac, Thoras in Vazeilles-près-Saugues z 9.988 prebivalci (v letu 2012).
Kanton Gorges de l'Allier-Gévaudan je sestavni del okrožja Brioude.

## Zanimivosti
- dominikanski samostan sv. Katarine Sienske, ustanovljen leta 1623 s strani sestre dominikanke sv. Agneze Galand,
- gotska cerkev sv. Gala I., škofa v Clermontu (†551), iz 11. do 15. stoletja, od leta 1907 francoski zgodovinski spomenik,
- most na reki Allier Pont de Langeac, zgrajen v letih 1927 do 1929.